# Fujiwara no Yorinaga
Fujiwara no Yorinaga est un nom japonais traditionnel ; le nom de famille (ou le nom d'école), Fujiwara, précède donc le prénom (ou le nom d'artiste).
 (novembre 2023).
Si vous disposez d'ouvrages ou d'articles de référence ou si vous connaissez des sites web de qualité traitant du thème abordé ici, merci de compléter l'article en donnant les références utiles à sa vérifiabilité et en les liant à la section « Notes et références ».
Fujiwara no Yorinaga (藤原 頼長), né en 1120 et mort le 1er août 1156, du clan Fujiwara, est un aristocrate japonais qui occupait le poste de sadaijin, « ministre de la gauche ».

## Biographie

### Jeunesse et débuts
Né en 1120, Yorinaga gravit rapidement les échelons politiques atteignant un poste extrêmement important à l'âge de 17 ans. Naidaijin en 1150, il est nommé « ministre de la gauche », le rang le plus élevé derrière celui de régent.
Yorinaga est l'un des derniers grands défenseurs de la restauration de la régence Fujiwara, autrefois puissante et qui était le parti politique au pouvoir au Japon de 794 à 967. En plus de ses aspirations politiques, Yorinaga est un lettré en plusieurs domaines qui garde un compte rendu détaillé de ses études en logique indienne et autres matières étrangères.

### Carrière politique
Yorinaga se fait beaucoup d'ennemis qui n'apprécient pas ses critiques envers l'actuel empereur Konoe et de son tireur de ficelles, l'empereur cloîtré Toba. Konoye meurt en 1155 et un différend de succession surgit pour le trône impérial. Après beaucoup de disputes, le fils du vieil empereur Toba devient l'empereur Go-Shirakawa. C'est le pire résultat aux yeux de Yorinaga. En plus de cela, Yorinaga se voit refuser le poste de « précepteur de l'héritier présomptif » en dépit de ses qualifications.

### Rébellion de Hōgen
Après avoir été insulté par le parti Go-Shirakawa, Yorinaga se joint à Sutoku, l'un des autres fils de Toba. Ils rassemblent des troupes des provinces extérieures dans le but de marcher sur la capitale. Mais Yorinaga ne peut réunir que quelques centaines de soldats tandis que Go-Shirikawa bénéficie de l'appui des clans guerriers Minamoto et Taira. Dans une certaine mesure, cela est cependant moins important que les conséquences que représente la lutte de Yorinaga. La rébellion de Hōgen symbolise le début d'une évolution politique majeure par laquelle le Japon s'éloigne d'un régime d'empereurs soumis. Le véritable conflit a eu lieu après la tombée du jour quand la position défensive de Sutoku et Yorinaga est attaquée et anéantie. Yorinaga est tué.

## Combat perdu de Yorinaga
Dans l'histoire du Japon, Yorinaga est connu pour son courage et sa détermination pour ce que la plupart se souviennent comme d'une cause perdue. Comme sa lutte s'est conclue par un échec politique, l'histoire prête rarement une attention particulière au rôle qu'il a joué dans la plus grande évolution politique qui se déroule au milieu du XIIe siècle. Sa mort symbolise le début du développement de la classe des guerriers et un état de guerre qui perdurera au Japon jusqu'à l'unification sous Tokugawa Ieyasu vers 1600.